# Sint-Petrus-en-Pauluskerk (Othée)

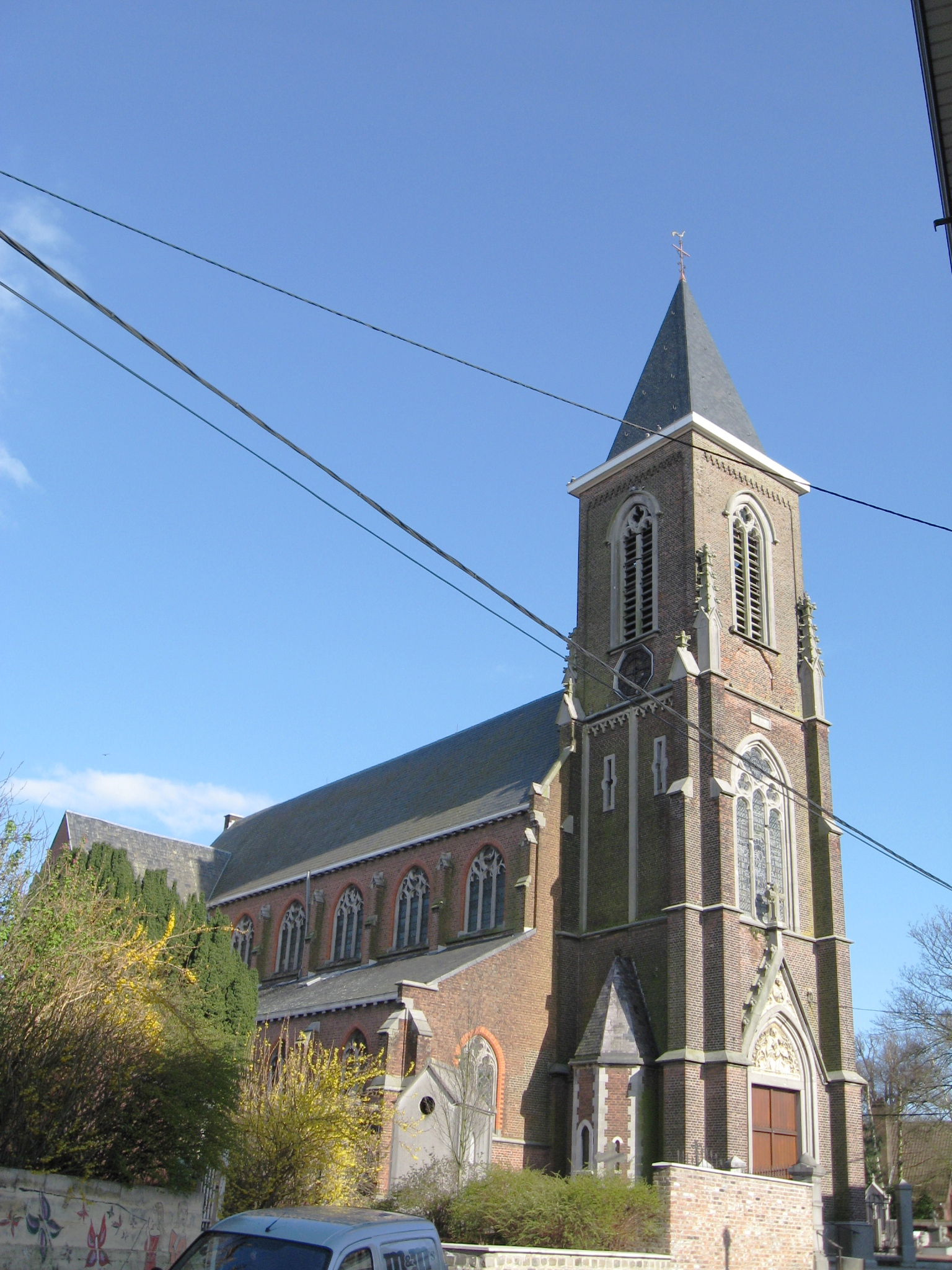
Sint-Petrus-en-Pauluskerk

De Sint-Petrus-en-Pauluskerk (Frans: Église Saints Pierre-et-Paul) is de parochiekerk van Othée.

## Geschiedenis
De nabijheid van Tongeren leidde ertoe dat Othée al in een vroeg stadium gekerstend werd. Zowel de keuze van de patroonheiligen als het feit dat het een moederparochie betrof die over veel bezittingen beschikte wijst op een hoge ouderdom.
Oorspronkelijk was de kerk opgetrokken in silex, terwijl de zijbeuken in kalksteen werden uitgevoerd. Nadat Othée (ten gevolge van de Slag bij Othée) in 1408 werd verwoest, werden de zijbeuken gerestaureerd op initiatief van de Abdij van Herkenrode. In 1827 werden de zijbeuken vergroot en uitgevoerd in baksteen. In 1865 werd de oude toren afgebroken en vervangen door een toren in neogotische stijl. De eigenlijke kerk werd in 1911 nieuw opgetrokken in baksteen en eveneens in neogotische stijl.

## Gebouw
Het betreft een neogotische kruisbasiliek met voorgebouwde neogotische toren welke vier geledingen bezit en door een tentdak wordt gedekt.